# Carmel (Indiana)
Carmel je město v okrese Hamilton County ve státě Indiana ve Spojených státech amerických. Nachází se severně od Indianapolis a západně od města Fishers. Město je de facto předměstím Indianapolis.
K roku 2020 zde žilo 99 757 obyvatel. S celkovou rozlohou 130 km² byla hustota zalidnění 785 obyvatel na km².